# Klugeflustra antarctica
Klugeflustra antarctica är en mossdjursart som först beskrevs av Roxanne Irene Hastings 1943.  Klugeflustra antarctica ingår i släktet Klugeflustra, ordningen Cheilostomatida, klassen Gymnolaemata, fylumet mossdjur och riket djur. Inga underarter finns listade i Catalogue of Life.